# Tijgerkardinaalbaars
De tijgerkardinaalbaars (Cheilodipterus macrodon) is een straalvinnige vissensoort uit de familie van kardinaalbaarzen (Apogonidae).
De wetenschappelijke naam van de soort is voor het eerst gepubliceerd in 1802 door Bernard Germain de Lacépède.